# Olympische Jugend-Sommerspiele 2010/Teilnehmer (Republik Kongo)
| Gelbes Symbol für Goldmedaillen mit stilisierten Olympischen Ringen | Graues Symbol für Silbermedaillen mit stilisierten Olympischen Ringen | Braundes Symbol für Bronzemedaillen mit stilisierten Olympischen Ringen |
| ------------------------------------------------------------------- | --------------------------------------------------------------------- | ----------------------------------------------------------------------- |
| —                                                                   | —                                                                     | —                                                                       |

Die Jugend-Olympiamannschaft der Republik Kongo für die I. Olympischen Jugend-Sommerspiele vom 14. bis 26. August 2010 in Singapur bestand aus vier Athleten.

## Athleten nach Sportarten

### Leichtathletik
Mädchen
- Merveille Mezame-Egeindita
100 m: 20. Platz

### Ringen
Jungen
- Prince Mbambi
Freistil bis 54 kg: 9. Platz

### Taekwondo
Jungen
- Thiaerry Mabounda
Klasse bis 55 kg: 9. Platz

### Tischtennis
Mädchen
- Jolie Mafuta Ivoso
Einzel: 25. Platz
Mixed: 25. Platz (mit Warren Wa  Mauritius)